# Mocsári asztrild
A mocsári asztrild (Estrilda paludicola) a madarak osztályának verébalakúak (Passeriformes) rendjébe, ezen belül a díszpintyfélék (Estrildidae) családjába tartozó faj.

## Rendszerezése
A fajt Theodor von Heuglin német utazó és ornitológus írta le 1863-ban.

## Alfajai
- Estrilda paludicola paludicola – (Heuglin, 1863)
- Estrilda paludicola ruthae – (Chapin, 1950)
- Estrilda paludicola roseicrissa – (Reichenow, 1892)
- Estrilda paludicola marvitzi – (Reichenow, 1900)
- Estrilda paludicola benguellensis – (Neumann, 1908)[2]

## Előfordulása
Afrika középső részén, Angola, Burundi, Dél-Szudán, a Közép-afrikai Köztársaság, a Kongói Köztársaság, a Kongói Demokratikus Köztársaság, Etiópia,  Gabon, Kenya, Ruanda, Szudán, Tanzánia, Uganda és Zambia területén honos.
Természetes élőhelyei a szubtrópusi vagy trópusi száraz erdők és gyepek, valamint szántóföldek és vidéki kertek. Állandó, nem vonuló faj.

## Megjelenése
Átlagos testhossza 10 centiméter.

## Természetvédelmi helyzete
Az elterjedési területe rendkívül nagy, egyedszáma pedig stabil. A Természetvédelmi Világszövetség Vörös listáján nem fenyegetett fajként szerepel.